# Anton Wilhelm Möller
Anton Wilhelm Peter Möller (* 25. August 1762 in Lippstadt; † 10. Mai 1846 in Münster) war ein deutscher evangelischer Geistlicher.

## Leben
Anton Wilhelm Möller war der Sohn von Johann Anton Arnold Möller (1732–1806), Bürgermeister in Lippstadt, und dessen Ehefrau Maria Catharina, Tochter des Johann Dietrich Nottebohm (1685–1758), Hofmedicus in Mainz und Senator in Lippstadt. Sein Großvater war der Unternehmer Johann Theodor Möller. Seine Schwester Tochter Eleonore (1763–1844) heiratete den Theologen Friedrich Adolf Krummacher.
Er besuchte das Gymnasium in Lippstadt, studierte seit 1780 an der Universität Duisburg Theologie und wurde 1784 Vikar in Dresden. Am 5. Mai 1785 kehrte er nach Lippstadt zurück und trat sein Predigeramt an. Er promovierte am 23. April 1788 zum Dr. theol. und erhielt eine Anstellung als Professor der Theologie an der Universität Duisburg. Er eröffnete sein Lehramt mit der Rede Oratio inauguralis de conjungenda Philosophia cum Theologia. Einige seiner Studenten waren Oberkonsistorialrat Friedrich Ehrenberg, Bischof Wilhelm Ross, Generalsuperintendent Franz Friedrich Graeber und Generalsuperintendent Johann Abraham Küpper. Während seiner Zeit in Duisburg war er auch mit dem Philosophen Friedrich Plessing (1749–1806) befreundet, der von Goethe in dessen Werken Harzreise im Winter und Kampagne in Frankreich erwähnt wird.
Er erhielt 1804, nach dem Tod von Ludwig Friedrich August von Cölln (1753–1804), von der Fürstin Pauline von Lippe das Angebot, Generalsuperintendent in Detmold zu werden, was er jedoch ablehnte. Er gründete 1805 in Münster die evangelische Gemeinde, die überwiegend aus zugewanderten preußischen Beamten bestand, nachdem schon vorher Gottesdienste der „Garnison- und ersten protestantischen Kirche“ für die preußischen Militärangehörigen abgehalten wurden; dazu kam seine Wahl zum Konsistorialrat des Konsistoriums.
Kurz vor der französischen Fremdherrschaft, während deren Münster zum Hanseatischen Departement gehörte und Teil des Französischen Kaiserreichs war, wurde er 1810 Mitglied der neumärkischen Regierung in Königsberg in der Neumark und 1811 Professor an der Universität Breslau, mit der Ernennung zum Regierungsrat 1812.
Er kehrte er als Konsistorialrat und Prediger zurück nach Münster, das 1815 ein Teil Preußens und Hauptstadt der neu gegründeten Provinz Westfalen wurde. 1835 erfolgte seine Ernennung zum Oberkonsistorialrat.
1819 erhielt er einen Ruf an die Universität Bonn; er lehnte das Angebot jedoch ab, so dass sein Freund Johann Christian Wilhelm Augusti die Professur erhielt.
Anton Wilhelm Möller war verheiratet mit Friederika Eleonora Elisabeth Katharina (Friederike) (1770–1824), Tochter des Tuchfabrikanten Johann Albert Wilhelm Scheidt (1734–1787); von seinen Kindern sind namentlich bekannt:
- Arnold Wilhelm Möller (* 9. Oktober 1791 in Duisburg; † 1864 in Lübbecke), Erzieher des Erbprinzen Alexander Carl von Anhalt-Bernburg in Ballenstedt, Brigadeprediger und Pfarrer in Lübbecke;
- Johann Jakob Julius Möller (1793–1877), Kaufmann und Handelskammerpräsident, verheiratet mit Anna Margarete (* 1802), Tochter des Kaufmanns Peter Jakob Wortmann;
- Maria Henriette Eleonora (Eleonore) Möller (1800–1853), verheiratet mit Karl Friedrich Ferdinand Gessert (1792–1866), Pfarrer in Lienen, Halle, Heepen und Schwelm;
- Albert Erhard Möller (1801–1829).

Die Grabrede hielt der Konsistorialrat und Pfarrer der evangelischen Gemeinde in Münster, Jakob Hermann Daub.

### Schriftstellerisches Wirken
Anton Wilhelm Möller beteiligte sich zwischen 1790 und 1803 viermal an den Preisaufgaben der Societas Hagana pro vindicanda religione christiana, die 1785 von einer Gruppe niederländischer protestantischer Geistlicher gegründet worden war, um die Kirche gegen damalige Angriffe zu schützen. Die Gesellschaft forderte zu Wettbewerbsaufgaben in den Themengebieten Religionswissenschaft, der christlichen Theologie und des kirchlichen Lebens auf und die Arbeiten konnten auf Niederländisch, Lateinisch, Deutsch oder Französisch eingereicht werden, die prämierten Werke wurden veröffentlicht. Seine auf Latein verfassten und in das Niederländische übersetzten Werke wurden alle mit dem großen goldenen Ehrenpreis prämiert und gedruckt.
Mit seiner Kanzelrede Ueber die Abzweckung des Christenthums auf Vereinigung der Menschen durch den schönsten und edelsten Herzensbund trat er 1805 sein Predigeramt an und ließ diese wiederholt drucken. Später veröffentlichte er zahlreiche seiner Predigten und verfasste theologische Schriften.

## Ehrungen
1831 erhielt Anton Wilhelm Möller vom preußischen König, Friedrich Wilhelm IV., den Roten Adlerorden III. Klasse, 1835 die rote Schleife zu diesem Orden und 1845 schließlich den Roten Adler-Orden II. Klasse mit Eichenlaub.

## Schriften (Auswahl)
- Trauerrede auf den Tod Friedrich’s II. Königs von Preußen. Lippstadt 1785.
- Vorschläge, das Katechisiren betreffend, hergenommen aus den Bedürfnissen unserer Zeit. Duisburg 1787.
- Zur Beförderung der Nutzbarkeit des Predigtamtes und des theologischen Studiums. Duisburg 1793.
- Ueber das Leben, den Charakter, die Verdienste und letzten Stunden Johann Gottlob Leidenfrost’s, ein Wort zum Andenken des unsterblichen Mannes. Helwing, Duisburg 1795.
- Beandwoording der prijsvraege: welke waren de eigenlijke oorzaeken, kenmerken en gevolgen van het ongeloof der Jooden, omtrend den persoon, de leer en de wonderwerken van onzen Zaligmaeker? Welke was de handelwijze van Jesus en de Apostelen, omtrend het ongeloof en de ongeloovigen van hunnen tijd? En in hoe verre kan die handelwijze ons thands ten voorbeelde dienen? Allart, Amsterdam 1798.
- Winke für angehende Religionslehrer, die Wichtigkeit ihrer Bestimmung in unseren Tagen betreffend. Helwing, Duisburg 1800.
- Denkschrift zur Ehre des Namens und der Verdienste des Herrn Johann Peter Berg auf der Königlich-preussischen Universität zu Duisburg am Rhein. Benthon und Krämer, Duisburg 1801.
- Ueber die Abzweckung des Christenthums auf Vereinigung der Menschen durch den schönsten und edelsten Herzensbund. 1805.
- Gerechtigkeit erhöhet ein Volk vorgestellt in seiner ersten, vor der christlichen Gemeine zu Königberg in der Neumark, am 23sten September 1810, gehaltenen Predigt. Dieterici, Berlin 1810.
- Johann Gottfried Christian Nonne, weiland Doctor der Philosophie und Director der Gymnasien zu Lippstadt und Duisburg am Rhein, in seinem Leben und Würken. Schulz und Wundermann, Hamm/Münster 1822.
- Ferdinand Gessert, Anton Wilhelm Möller: Das heilige Land oder Palästina bis auf Christi Zeit. Coppenrath, Münster 1823.
- Der Tisch des Herrn: Ein Andachtsbuch für Abendmahlsgenossen. Schmerber, Frankfurt am Main 1840.
- Katechismus der Scheidelehren der evangelischen und römisch-katholischen Kirche : für die Unterweisung der Jugend nach Dr. Luthers Hauptstücken geordnet und verfaßt. Müller, Berlin 1845.